# 劍魂 (合奏曲)
《劍魂》是中國大陸已故作曲家劉文金寫於1991年的中樂團合奏曲。樂曲描述一名女子揮舞寶劍；劍魂隨著古老的中華民族走向永恆。

## 結構
全曲大量運用三連音為主旋律、伴奏，前半段速度較慢，後面逐漸加快，全曲速度最快僅達行板。
引子由嗩吶主奏，第8小節漸弱進入中音樂器（中阮等）的旋律。15小節開始速度50 BPM 的慢板；接著歷經「流暢地」中板之後，87小節進入全曲中較快的部分，最後則強而有力地結束。

### 原譜
- 劉文金(1991). 劍魂.（封面頁介紹）

### 註腳
1. ↑  . 台哥的貪吃手札.   [2017-09-24]. （原始内容存档于2017-09-24）.

## 外部連結
- 劍魂